# Porpora trombotica trombocitopenica
La porpora trombotica trombocitopenica (PTT o sindrome di Moschcowitz) è una malattia rara ematologica caratterizzata da anemia emolitica microangiopatica, piastrinopenia da consumo e danno d'organo, in particolare sintomi neurologici, che rientra nel gruppo delle microangiopatie trombotiche. Altri segni comuni sono febbre, porpora e lievi alterazioni renali. Questa sindrome è classicamente causata da un difetto di una proteasi, l'ADAMTS 13 e può essere congenita o, più frequentemente, secondaria a diverse patologie od eventi. Generalmente ha un esordio acuto e fulminante ed è perciò considerata un'emergenza medica. La terapia di scelta risulta essere la plasmaferesi e, in seconda linea,infusioni di plasma fresco e corticosteroidi. La prognosi, se non trattata, è infausta, con una mortalità superiore al 90%, dato che scende al 15% dopo trattamenti, ma con un rischio di recidive che varia fra il 10% e il 20% circa.

## Storia
La porpora trombotica trombocitopenica fu descritta la prima volta dal medico austro-ungarico Eli Moschcowitz presso il Beth Israel Hospital di New York nel 1924. Egli presentò il caso di una paziente di 16 anni, sana, con improvvisa febbre, anemia con petecchie, microematuria sparse di varie dimensioni, emiparesi e, all'autopsia, trombi microvascolari disseminati. Egli descrisse questa patologia come "Anemia pleiomorfica febbrile con trombosi ialina arteriolo-capillare", supponendo (erroneamente) un'eziologia tossica. Nei 12 anni seguenti furono riconosciuti solo altri quattro casi; questo numero si moltiplicò fino a oltre 250 nel 1966, anno in cui venne fatta la prima revisione paritaria e definita la cosiddetta pentade classica della PTT; a quell'epoca la mortalità era molto alta (circa 90%).
Per quanto riguarda la terapia, già Moschowitz stesso intuì l'importanza delle trasfusioni di sangue ma fu solo nel 1976 che la prospettiva su questa terapia fece un balzo in avanti, quando Bukowski riportò l'efficacia dell'exsanguinotrasfusione: circa la metà dei casi ebbe un recupero totale per mesi o decenni, ma al prezzo di un alto rischio di sequele negative in caso di insuccesso. Nel 1978 fu evidenziata l'efficacia delle infusioni di plasma, mentre nel 1991 uno studio ha dimostrato il miglior responso del trattamento con la plasmaferesi
Dal punto di vista patogenetico, nel 1982 si collegò la patologia con i mulitimeri intonsi del fattore di von Willebrand; nel 1998 fu identificata un difetto di una proteasi nei pazienti con PTT, l'ADAMTS 13, il cui gene venne identificato nel 2001.

### Nome
Il primo nome della patologia fu quello dato dal suo scopritore: Anemia pleiomorfica febbrile con trombosi ialina arteriolo-capillare. Negli anni successivi, ed in particolare fra la seconda metà degli anni 1940 e la prima metà degli anni cinquanta questa sindrome venne battezzata col nome dello scopritore (malattia di Moschowitz), nome a cui vennero affiancati una gran pletora di sinonimi. Fra questi: acroangiotrombosi trombocitica, porprora trombocitopenica acuta, trombosi arteriolo-capillare disseminata, anemia porporica. Già alla fine degli anni cinquanta, però, andavano imponendosi il termine odierno di porpora trombotica trombocitopenica e, in misura minore, sindrome di Moschowitz.

## Classificazione
Il principale criterio classificativo per la porpora trombotica trombocitopenica è quello basato sull'eziopatogenesi della malattia.
- PTT congenita (Sindrome di Upshaw-Schulman)
- PTT idiopatica
- PTT secondaria
  - PTT gravidica
  - PTT post-infettiva
  - PTT farmacologica
  - PTT iatrogena (da trapianto midollare)

## Patogenesi
L'evento patogenetico alla base della porpora trombotica è un difetto nell'azione dell'enzima ADAMTS 13, una metalloproteasi deputata al clivaggio del fattore di von Willebrand. Il deficit o la completa assenza dell'attività di questa proteina permette la presenza di lunghi multimeri attivi di fattore di von Willebrand in circolo (Unusually Large vWf o ULvWF), in particolare legati alle cellule endoteliali, i quali sono in grado di legare i trombociti circolanti; ciò provoca la formazione del reperto istopatologico alla base della malattia: il trombo ialino formato da aggregati piastrinici. Questi trombi, reperibili in particolare a livello arteriolare e capillare, sono gli agenti eziologici principali delle manifestazioni patologiche della porpora trombotica trombocitopenica: anemia da distruzione meccanica, trombocitopenia da consumo di piastrine e danno d'organo ischemico.
La sindrome può essere idiopatica (senza causa nota), oppure mediata da farmaci, stato di gravidanza, parto o uso di estroprogestinici, diarrea emorragica, trapianto allogenico di midollo, malattie autoimmuni, sepsi, neoplasie disseminate, trombocitopenia indotta da eparina e antiaggreganti (Ticlopidina).
Secondo altri, solo in alcune sottocategorie della PTT, i pazienti mancherebbero di una proteasi nel sangue, la ADAMTS13 che catabolizza i multimeri del fattore di von Willebrand. Nella forma congenita si tratta di una mutazione di un gene che codifica per questa proteasi, nella forma acquisita sarebbe secondaria alla formazione di anticorpi diretti contro tale fattore. Pare che nella SEU (Sindrome emolitico-uremica) l'attività di tale fattore sia perfettamente normale.
Modelli sperimentali dimostrano che le piastrine possono aderire transitoriamente anche all'endotelio intatto incatenate da molecole di fattore vW rilasciato dall'endotelio e che la molecola ADAMTS cliverebbe, liberando le piastrine. Quindi il mancato clivaggio da parte di ADAMTS13 provoca la formazione di microtrombi piastrinici.

## Sintomatologia

### Manifestazioni cliniche
I soggetti affetti possono presentare confusione, cefalea, alterazione dello stato mentale, perdita focale delle funzioni sensoriali e motorie, convulsioni e coma. Tali manifestazioni sono state attribuite a lesioni microtrombotiche dei vasi cerebrali che non causano l'occlusione completa del vaso.

### Manifestazioni ematologiche
Gli esami di laboratorio mostrano un quadro di anemia microangiopatica moderata, con valori di emoglobina di solito maggiori di 10g/dl e piastrinopenia.
Si osservano inoltre segni di emolisi (aumento della LDH, della bilirubina indiretta e riduzione dell'aptoglobina) con aumento della eritropoiesi (produzione di globuli rossi) nel midollo osseo e aumento dei reticolociti. 
Nel sangue c'è una percentuale variabile (0-18%) di schistociti. Il livello diagnostico non è definito: >2 per campo a grande ingrandimento oppure 1% dei globuli rossi.

### Manifestazioni renali
In corso di PTT è possibile osservare segni di insufficienza renale con aumento della creatinina e dell'azotemia, mentre in altri casi sono presenti solo alterazioni delle urine come albuminuria e macroematuria. La biopsia renale mostra un interessamento prevalente dei capillari glomerulari parzialmente occlusi.

### Manifestazioni gastrointestinali
Dolore addominale variabile e coinvolgimento splenico e pancreatico (pancreatite acuta può essere una manifestazione iniziale di PTT).

### Manifestazione cardiaca
La maggior parte non ha sintomi cardiaci. Sono possibili alterazioni dell'ECG con segni di difetto di conduzione e aritmie. All'esame istologico estese lesioni microvascolari a carico del miocardio.

## Gravidanza
La PTT non è comune, ma è necessaria una DD con complicazioni della gravidanza come la preeclampsia; la HELLP Syndrome (Hemolisis, Elevated liver enzymes, low platelet count); insufficienza post partum.
Outcome della gravida con PTT poco favorevole anche se c'è una buona risposta al plasma exchange.

## Laboratorio
- Anemia emolitica Coombs negativa con tutti i segni di emolisi.
- Trombocitopenia anche severa con <20000 piastrine/mm³
- Presenza di emazie frammentate (schistociti) nel sangue periferico.
- Aumento delle LDH.
- Insufficienza renale.
- PT, PTT e fibrinogeno Normali
- Aumento del fattore VIII circolante.

## Terapia
Prima della terapia sono possibili due strade:
effettuare test speciali che ricerchino: ULVWF (ultra-large von Willebrand factor), attività ADAMTS e gli anticorpi anti ADAMTS per poi effettuare una terapia immunosoppressiva, oppure effettuare il plasma exchange e osservare se si verifica un miglioramento oppure non c'è nessuna risposta. Nel caso non dia nessuna risposta terapeutica iniziare con una terapia immunosoppressiva.
Terapie disponibili:
- plasmaferesi, ripetuta quotidianamente fino al recupero piastrinico.
- corticosteroidi.
- aspirina/antiaggreganti.
- Anticoagulanti ACO
- splenectomia-vincristina nei casi resistenti al PE.
- Immunoadsorbimento su colonne.

## Fattori prognostici
Attività della molecola ADAMTS13:
- se <5% senza inibitori: c'è un'alta probabilità di remissione duratura.
- se <5% con inibitori: la mortalità è al 25% e la recidiva al 75%.

Se persistenza degli inibitori e si osserva un mancato recupero dell'attività ADAMTS è necessario iniziare una terapia immunosoppressiva precoce.
Parametri predittivi per un successo del PE (plasma exchange):
Età <40 anni; HB >12g/L; febbre >38,5 e segni neurologici.

## Cultura di massa
Nella seconda puntata della serie Doc - Nelle tue mani, trasmessa su Rai 1, il medico protagonista della storia, interpretato da Luca Argentero, cura un giovane paziente affetto da porpora trombotica.